# Calle de la Zapatería (Vitoria)
La calle de la Zapatería es una vía pública de la ciudad española de Vitoria.

## Descripción
La calle, que adquirió el título actual en el siglo XII, nace de la plaza de la Virgen Blanca y discurre hasta la calle del Barrancal, en el punto en el que esta da a parar en el portal de Arriaga. Paralela a la de la Correría y la de la Herrería, tiene cruces con los cantones de San Roque, de la Soledad, de Anorbín, de las Carnicerías y del Seminario Viejo.
Aparece descrita en la Guía de Vitoria (1901) de José Colá y Goiti con las siguientes palabras:

Calle de la Zapatería.—Se le dió este título, que es el primitivo, en el reinado de Alfonso VIII. Comienza en la plaza de la Virgen Blanca y concluye en el campo de los Sogueros.
(Colá y Goiti, 1901, p. 66)

Si bien primitivamente solo alcanzaba hasta el conocido como Campo de los Sogueros, se amplió luego con la añadidura de la plazuela de Santo Domingo y acabaría por llegar hasta el portal de Arriaga. A lo largo de los años, además de diversos comercios del ámbito de la zapatería, han tenido sede en la vía la Caja de Ahorros de Vitoria, la Asociación Filatélica y Numismática, el Círculo Jaimista, el Centro Asturiano, el Sindicato Único, el frontón de nombre Beti-Jai, la Escuela de Dibujo, la Universidad de Oñate, el Instituto de Segunda Enseñanza, el Real Ateneo Científico, Literario y Artístico de Vitoria, las Escuelas Dominicales y la Sociedad Ciclista Vitoriana, entre otras instituciones. En la calle, a la que daba una de las fachadas del hospital de San Pedro, nació el marino y militar Ignacio María de Álava y Sáenz de Navarrete y vivió y murió Celedonio Anzola y Burrueta García de Andoin, en quien se inspira el personaje de Celedón.